# Elección de gobernador regional del Biobío de 2021
La elección de gobernador regional de la Región del Bíobío de  2021 se realizó el 10 y 11 de abril de 2021, así como en todo Chile, con el propósito de elegir a los responsables de la administración a nivel regional.

## Sistema electoral
El gobernador regional es elegido por sufragio universal, en un sistema de segunda vuelta. El margen para resultar electo en la primera ronda de votación es un 40% de los votos válidamente emitidos. Si ninguna candidatura logra el 40% de los votos válidamente emitidos, hay una segunda vuelta entre las dos más votadas.
Dura cuatro años en el ejercicio de sus funciones y puede ser reelegido como máximo en una ocasión.

## Resultados

### Primera vuelta
Se realizó los días 15 y 16 de mayo y 138 439 y, con el 100 % de los votos escrutados, los resultados fueron:
|  | 27,51 % |

|  | 19,36 % |

|  | 15,01 % |

|  | 14,27 % |

|  | 9,52 % |

|  | 9,32 % |

|  | 3,41 % |

|  | 1,60 % |

|  | 91,51 % |

|  | 2,78 % |

|  | 5,71 % |

|  | 100,00 % |

|  | 41,23 % |

### Segunda vuelta
Se realizó el domingo 13 de junio de 2021.
|  | 71,36 % |

|  | 28,64 % |

|  | 98,08 % |

|  | 1,42 % |

|  | 0,50 % |

|  | 100 % |

|  | 13,68 % |